# فهرست استان‌های ایران بر پایه شاخص توسعه انسانی
این فهرست استان‌های ایران بر پایه شاخص توسعه انسانی در سال ۲۰۲۲، با داده‌های سال ۲۰۲۴ است.
| رتبه                    | استان                   | شاخص توسعه انسانی (۲۰۲۲) |
| توسعه انسانی بسیار بالا | توسعه انسانی بسیار بالا | توسعه انسانی بسیار بالا  |
| ----------------------- | ----------------------- | ------------------------ |
| ۱                       | تهران (با البرز)        | ۰٫۸۱۷                    |
| ۲                       | اصفهان                  | ۰٫۸۱۲                    |
| ۳ ۴                     | یزد                     | ۰٫۸۰۵                    |
| ۳ ۴                     | مازندران                | ۰٫۸۰۵                    |
| ۵                       | سمنان                   | ۰٫۸۰۴                    |
| توسعه انسانی بالا       |                         |                          |
| ۶                       | قم                      | ۰٫۷۹۷                    |
| ۷                       | ایلام                   | ۰٫۷۹۶                    |
| ۸                       | بوشهر                   | ۰٫۷۹۳                    |
| ۹                       | فارس                    | ۰٫۷۹۰                    |
| ۱۰                      | گیلان                   | ۰٫۷۸۵                    |
| ۱۱                      | خوزستان                 | ۰٫۷۸۴                    |
| –                       | ایران (میانگین)         | ۰٫۷۸۰                    |
| ۱۲                      | کرمانشاه                | ۰٫۷۷۸                    |
| ۱۳ ۱۴                   | چهارمحال و بختیاری      | ۰٫۷۷۷                    |
| ۱۳ ۱۴                   | قزوین                   | ۰٫۷۷۷                    |
| ۱۵ ۱۶                   | مرکزی                   | ۰٫۷۷۳                    |
| ۱۵ ۱۶                   | کهگیلویه و بویراحمد     | ۰٫۷۷۳                    |
| ۱۷                      | آذربایجان شرقی          | ۰٫۷۶۷                    |
| ۱۸                      | لرستان                  | ۰٫۷۶۳                    |
| ۱۸                      | خراسان رضوی             | ۰٫۷۶۳                    |
| ۲۰                      | کرمان                   | ۰٫۷۶۱                    |
| ۲۱                      | گلستان                  | ۰٫۷۵۸                    |
| ۲۲                      | همدان                   | ۰٫۷۵۶                    |
| ۲۳                      | زنجان                   | ۰٫۷۵۴                    |
| ۲۴                      | هرمزگان                 | ۰٫۷۵۱                    |
| ۲۵                      | اردبیل                  | ۰٫۷۴۳                    |
| ۲۶                      | آذربایجان غربی          | ۰٫۷۴۲                    |
| ۲۷                      | خراسان جنوبی            | ۰٫۷۳۹                    |
| ۲۸                      | خراسان شمالی            | ۰٫۷۲۹                    |
| ۲۹                      | کردستان                 | ۰٫۷۲۸                    |
| توسعه انسانی متوسط      |                         |                          |
| ۳۰                      | سیستان و بلوچستان       | ۰٫۶۷۱                    |